# Ребек (музичний інструмент)
Ребе́к (фр. rebec, лат. rebeca, rubeba; походить від араб. rabāba) — смичковий струнний інструмент середньовіччя та раннього Відродження, який вплинув на формування інструментів всього скрипкового сімейства. У своїй найпоширенішій формі він має вузьке тіло у формі човника та одну-п’ять струн.

## Витоки
Походження точно невідоме, можливо в пізньому середньовіччі в Іспанію ребек занесли араби (порівн. Ребаб), або араби познайомилися з ним після підкорення Іспанії. Набув широкого поширення в музичній практиці західної Європи в XIII - XIV століттях. Однак є докази існування смичкових інструментів у IX столітті у Східній Європі. Перський географ X століття Ібн Хордадбега візантійську ліру (або lūrā) як типовий смичковий інструмент візантійців і еквівалент грушоподібного арабського ребаба.
Ребек став ключовим інструментом в арабській класичній музиці, а в Марокко він використовувався в традиції арабо-андалузької музики, яку підтримували нащадки мусульман, які покинули Іспанію як біженці після Реконкісти. Ребек також став улюбленим інструментом у чайних будинках Османської імперії.
Інструмент під назвою ребек вперше згадується десь на початку XIV століття, хоча на подібному інструменті, який зазвичай називають ліра да браччо, почали грати приблизно з IX століття. Назва походить від середньофранцузького rebec (XV століття), зміненого нез’ясованим чином від давньофранцузького ribabe (XIII століття), яке, в свою чергу, походить від арабського rebab. Рання форма ребека також згадується як rubeba в моравському трактаті про музику XIII століття. Середньовічні джерела вказують на інструмент під кількома іншими назвами, включно з назвою пошета і загальним терміном фідель.

## Зовнішній вигляд та спосіб гри
У ребека дерев'яний корпус грушоподібної форми, верхня частина якого переходить безпосередньо в шийку. В деці є 2 резонаторні отвори. Дві чи три струни інструменту налаштовані по квінтах. Відмінною рисою ребека є те, що корпус інструменту вирізаний з цілісного шматка дерева. Це відрізняє його від пізніших віел і віол, відомих в епоху Відродження.
На ребеці грали смичком. У північній Європі музиканти зазвичай тримали його на плечі, тоді як музиканти в південній Європі та північній Африці тримали його на колінах і стискали смичок знизу..
Використання ладів на ребеку дещо неоднозначне. Багато вчених, які писали про інструмент, описували його як безладовий. Однак на деяких ілюстраціях, починаючи з XIII століття, зображено лади на ребеку. Можна пояснити цю невідповідність тим фактом, що лади на смичкових інструментах з'явилися в Європі в епоху раннього Відродження, але не в Англії до 15 століття. Згодом на зміну ребеку прийшла віола й інструмент мало використовувався після епохи Відродження. Ребек ще використорвувався майстрами танців аж до XVIII століття як кишенькова скрипка.

## У масовій культурі
- Г’ю Ребек — другорядний персонаж у «Ромео і Джульєтті» Вільяма Шекспіра, один із музикантів. Імовірно, його назвали на честь інструменту, на якому він грає.
- У сцені з «Дон Кіхота» Мігеля Сервантеса пастух розважає Дон Кіхота і Санчо Пансу, граючи на ребеці і співаючи пісню про кохання.
- Ребек, який займає важливе місце в одному з творів Елліс Пітерс серії брата Кадфаеля: Лілівін, головний герой «Горобця під святою стріхою», заробляв собі на життя грою на цьому інструменті. Його ребек був пошкоджений натовпом, який звинуватив його у вбивстві, але один із ченців відремонтував ребек та повернув йому в кінці історії.